# Dmitrij Zwiagincew
Dmitrij Giennadjewicz Zwiagincew (ur. 15 lutego 1975) – kirgiski zapaśnik walczący w stylu klasycznym. Zajął dwunaste miejsce na mistrzostwach świata w 1994. Srebrny medalista na igrzyskach centralnej Azji w 1999 roku.